# Звенигород (Львовская область)
Звени́город — село в Давыдовской сельской общине Львовского района Львовской области Украины. В средневековой Руси — укреплённый город и важный стратегический пункт.
Первое упоминание — в Лаврентьевской летописи под 1086 годом:
«В лето 6594. <…> И переседев мало дни, иде Звенигороду».

## История
Некоторые исследователи считают, что поселение здесь создали ещё племена бужан в І тысячелетии н. э. Впервые о городе упоминают в «Повести временных лет» и Ипатьевской летописи, когда рассказывают о возвращении Ярополка Изяславича из Польши в 1087 году (тогда как Лаврентьевская летопись относит это событие к 1086 году). Именно на подходе к Звенигороду, согласно летописи, Ярополка и убили. Звенигород стал укрепленным городом и важным стратегическим пунктом западных русских земель.
Наибольший расцвет город пережил в XII веке, когда здесь правил праправнук Ярослава Мудрого Володимирко. Звенигород был центром удельного Звенигородского княжества. Князь Володимирко начал процесс объединения юго-западных княжеств, присоединив к Перемышлю и Звенигороду территории Галича и Теребовля. В 1144 и 1146 годах на Звенигород посягал киевский князь Всеволод Ольгович, но не сумел захватить Звенигородскую крепость.
В начале 1140-х годах становление крепкого западно-русского княжества завершилось, и после перенесения Володимирком столицы в Галич (1141) было создано единое Галицкое княжество. После этого роль Звенигорода уменьшилась. В 1211 году Звенигород был взят в результате осады венгро-польско-волынскими войсками. В 1237 году князь Даниил Романович Галицкий неудачно осаждал Звенигород. В 1241 году город в числе других стал жертвой монгольского нашествия на Русь. Населённый пункт потерял былое значение (неподалёку быстро развивался Львов). В 1340—1772 годах — в составе Львовской земли Русского воеводства в Польском королевстве.
Близ села на городище Звенигород Червенский (Галицкий) на реке Белке нашли остатки жилищ, языческие обереги, писанки, пряслице и 3 берестяных грамоты XII века — одни из немногих известных на настоящий момент берестяных грамот с территории Украины и единственные до 2008 года, когда археологическая экспедиция Института археологии ЛНУ им. И. Франко нашла два берестяных свитка на месте Буского летописного городища.